# Excess All Areas (DVD)
Excess All Areas je druhé DVD německé skupiny Scooter. Je to 2 DVD a bylo vydáno roku 2006. První DVD je záznam koncertu, který se uskutečnil v německém Hamburku (ve sportovní hale Alsterdorfer) v rámci turné ke kompilaci "Who's Got The Last Laugh Now?". Obsahuje 18 skladeb, záznam ze zákulisí, rozhovory s fanoušky a u vybraných skladeb je možno volit mezi pohledy z různých úhlů. Druhé DVD obsahuje videoklipy od Hyper Hyper do Apache Rocks The Bottom, komentáře skupiny ke všem videoklipům a u vybraných i dokument o jejich natáčení. Jako bonus ještě obsahuje videoklip One (Always Hardcore) Rick J. Jordan`s Director`s Cut. Součástí DVD je také plakát k turné.

## Seznam skladeb
| Pořadí | Název                    | Délka |
| ------ | ------------------------ | ----- |
| 1.     | Intro                    |       |
| 2.     | Hello! (Good To Be Back) |       |
| 3.     | I'm Raving               |       |
| 4.     | Apache Rocks The Bottom  |       |
| 5.     | The Leading Horse        |       |
| 6.     | Shake That!              |       |
| 7.     | Panties Wanted           |       |
| 8.     | Weekend!                 |       |
| 9.     | Stripped                 |       |
| 10.    | Maria (I Like It Loud)   |       |
| 11.    | The Chaser/Jigga Jigga!  |       |
| 12.    | Faster Harder Scooter    |       |
| 13.    | Nessaja                  |       |
| 14.    | One (Always Hardcore)    |       |
| 15.    | Fire                     |       |
| 16.    | How Much Is The Fish?    |       |
| 17.    | Hyper Hyper              |       |
| 18.    | Move Your Ass!           |       |